# Botschaft Zyperns in Berlin

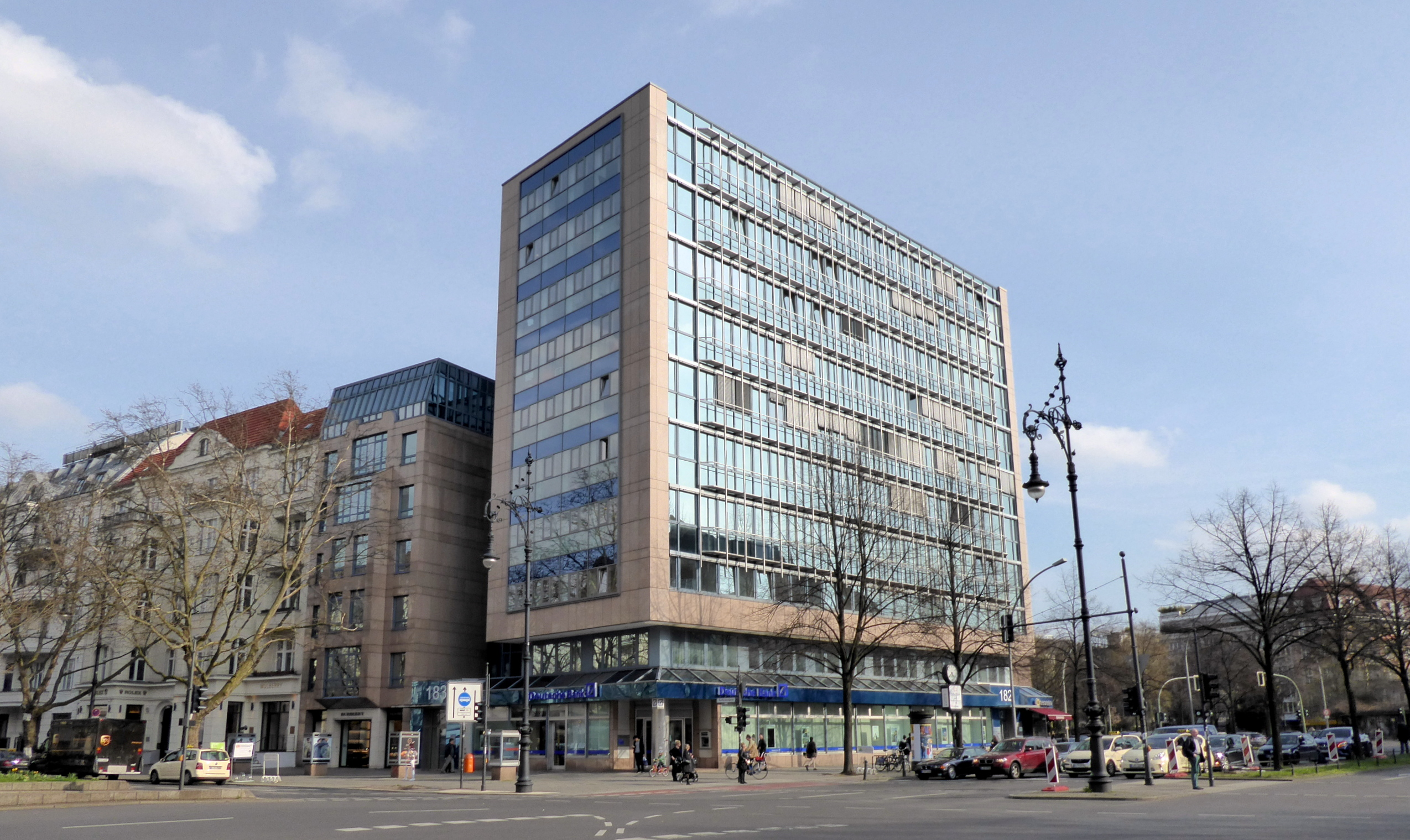
Botschaftsgebäude Kurfürstendamm 182

Die Botschaft Zyperns in Berlin ist die diplomatische Vertretung der Republik Zypern in Deutschland. Sie hat ihren Sitz am Kurfürstendamm 182 im Ortsteil Charlottenburg des Bezirks Charlottenburg-Wilmersdorf.
Botschafterin ist seit dem 1. September 2021 Maria Papakyriakou.
Zypern unterhält ein Generalkonsulat in Hamburg und Honorarkonsulate in Frankfurt am Main, Leipzig und München.

## Geschichte der diplomatischen Beziehungen
Am 20. August 1960 nahmen Zypern und die Bundesrepublik Deutschland diplomatische Beziehungen auf. Die Botschaft hatte ihren Sitz in der Kronprinzenstraße 58 in Bonn-Bad Godesberg. Wegen des Umzugs von Bundestag und Regierung nach Berlin verlegte auch die Botschaft Zyperns ihren Sitz in die neue deutsche Hauptstadt. Sie mietete im Dezember 1999 die zweite Etage in der Wallstraße 27 in Berlin-Mitte. Jetzt (Stand: 2023) befindet sich die Botschaft am Kurfürstendamm 182 in Berlin-Charlottenburg.
Seit dem 21. Dezember 1972 bestanden diplomatische Beziehungen zwischen Zypern und der DDR. Sie endeten mit der deutschen Wiedervereinigung im Jahr 1990. Der Botschafter Zyperns in Moskau war in der DDR zweitakkreditiert.

## Botschafter (seit 2012)
- 2012, 14. Juni: Minas Hadjimichael[7]
- 2017, 24. April: Andreas Hadjichrysanthou[8]
- 2021, 1. September: Maria Papakyriakou[9]

## Gebäude
Das neungeschossige Büro- und Verwaltungsgebäude am Olivaer Platz (Adresse: Kurfürstendamm 182) wurde 2009/10 komplett saniert und umgebaut. Die Botschaft befindet sich im fünften Obergeschoss.